# استدلال عقلانی

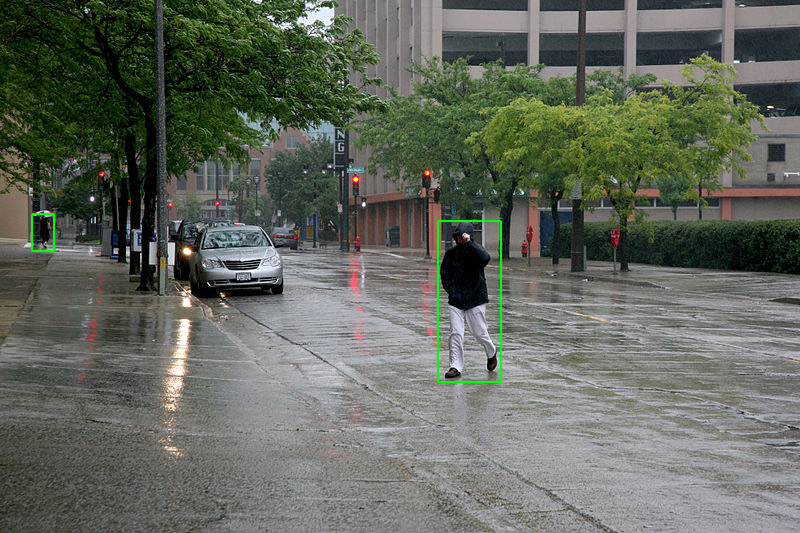
مثالی از استدلال عقلانی: یک سامانهٔ خودرانِ خودرو ممکن است از یک شبکهٔ عصبی برای تشخیص بخش‌هایی از تصویر استفاده کند که با تصاویر پیشینِ آموزش‌داده‌شده از عابران پیاده مطابقت دارند، و سپس آن نواحی را به‌صورت منشورهای مستطیلی کند‌حرکت اما تا حدی غیرقابل‌پیش‌بینی مدل‌سازی کند که باید از آن‌ها دوری شود.

استدلال مبتنی بر قضاوت عقلانی یکی از شاخه‌های هوش مصنوعی است که به شبیه‌سازی توانایی انسان در اتخاذ پیش فرضهایی پیرامون نوع و ماهیت شرایط متداولی که هر روز با آن روبرو می‌شود، می‌پردازد. این مفروضات شامل قضاوت دربارهٔ خواص فیزیکی، هدف، مقصود و رفتار افراد و اشیاء، و همچنین نتایج احتمالی اعمال و تعاملات آن‌ها است. دستگاهی با توانایی استدلال بر پایه قضاوت عقلانی، قادر به پیش‌بینی نتایج و انجام نتیجه‌گیری‌هایی است که شبیه روان‌شناسی عامیانه انسان (توانایی ذاتی انسان برای تفکر در مورد رفتار و نیات مردم) و فیزیک ساده (درک طبیعی انسان از دنیای فیزیکی) است.

## دانش مبتنی بر قضاوت عقلانی
در هوش مصنوعی، دانش مبتنی بر قضاوت عقلانی مجموعه اطلاعات پس زمینه ای است که هر فردی بایستی بداند یا بتواند فرض کند بعلاوهٔ توانایی استفاده از این اطلاعات در زمان مناسب. این دانشی مشترک است (بین همه انسان‌ها یا فقط افراد دارای یک فرهنگ یا گروه سنی خاص). راه به دست آوردن قضاوت عقلانی از طریق یادگیری یا تجربه آن است. در ارتباطات، قضاوت عقلانی به چیزهایی گفته می‌شود که لازم نیست فرد به زبان بیاورد، زیرا انتظار می‌رود که مخاطب آن را بداند یا فرض کند.

### مسئلهٔ دانش مبتنی بر قضاوت عقلانی
مسئلهٔ دانش مبتنی بر قضاوت عقلانی، پروژه ای جاری در حوزه هوش مصنوعی است که به دنبال ایجاد یک پایگاه داده حاوی اطلاعات عمومی است که انتظار می‌رود بیشتر افراد داشته باشند، ارائه شده در قالبی قابل دستیابی برای برنامه‌های هوش مصنوعی که از زبان طبیعی استفاده می‌کنند. با توجه به گستره وسیع دانش قضاوت عقلانی، این موضوع یکی از سخت‌ترین موارد در حوزه تحقیقاتی AI است. به منظور انجام هر کاری به شیوه ای مشابه شیوه مدیریتی ذهن انسان، ماشین بایستی به اندازه یک انسان، هوشمند ظاهر شود. چنین وظایفی شامل تشخیص شئ، ترجمه ماشینی و متن کاوی است. برای انجام این وظایف، ماشین باید از همان مفاهیمی که یک فرد برخوردار از دانش قضاوت عقلانی تشخیص می‌دهد، آگاه باشد.

## قضاوت عقلانی در کارهای هوشمند
در سال ۱۹۶۱، بار هیلل نخستین بار نیاز به دانش عملی برای پردازش زبان طبیعی در زمینه ترجمه ماشینی را مورد بحث قرار داد. برخی ابهامات با استفاده از قوانین ساده و سهل الوصول رفع می‌شوند. برخی دیگر نیاز به تصدیق کلی جهان پیرامونی دارند، به همین دلیل به میزان بیشتری دانش قضاوت عقلانی محتاجند. به عنوان مثال زمانی که یک ماشین برای ترجمه یک متن استفاده می‌شود، مسائل ابهام آفرین ظاهر می‌شود، که با درک درست و واقعی زمینهٔ متن به راحتی قابل رفع هستند. مترجمان آنلاین ابهامات را اغلب با استفاده از کلمات قابل قیاس یا مشابه حل می‌کنند. به عنوان مثال، ماشین برای ترجمه جملات "برقکار کار می‌کند" و "تلفن کار می‌کند" به آلمانی، به‌طور صحیح در جمله اول "کار" را به وسیله عبارت "کار کردن" و در جمله دوم به صورت "به طور صحیح عمل کردن " ترجمه می‌کند. این ماشین در بدنه متون دیده و خوانده‌است که واژه‌های آلمانی برای "کار کردن" و "برق" به کرّات در ترکیب با هم استفاده می‌شوند و در کنار هم یافت می‌شوند. همین امر در مورد "تلفن" و "به طور صحیح عمل کردن" نیز صادق است. با این حال، پروکسی آماری که در موارد ساده جوابی درست می‌دهد در موارد پیچیده غالباً شکست می‌خورد. برنامه‌های کامپیوتری موجود، با استفاده از عبارات کوتاه یا کلمات جداگانه، وظایف ساده زبان را انجام می‌دهند، اما کوششی برای دستیابی به درکی عمیقتر انجام نمی‌دهند و بر نتایج کوتاه مدت تمرکز می‌کنند.

### بینایی کامپیوتر
مسائلی از این دست در بینایی کامپیوتر به وجود می‌آیند. به عنوان مثال هنگام نگاه کردن به عکس حمام (شکل ۱)، برخی از اقلامی که کوچکند و تنها قسمتیشان دیده می‌شود، مثلاً حوله یا لوسیون بدن، با توجه به اشیاء پیرامون (توالت، رو شور، وان حمام) که هدف اتاق را نشان می‌دهند، قابل تشخیص هستند. در صورتی که در یک تصویر جدا شده شناسایی آن‌ها دشوار خواهد بود. در مورد فیلم‌ها کار به مراتب سخت‌تر می‌شود. برخی از فیلم‌ها حاوی صحنه‌ها و لحظاتی است که نمی‌توان آن‌ها را تنها از طریق مطابقت دادن الگوهای ذخیره شده با تصاویر درک کرد. به عنوان مثال، برای درک زمینه فیلم، لازم است که بیننده نیات شخصیت‌ها را استنباط نموده و با توجه به رفتار آن‌ها فرضیاتی را در نظر داشته باشد. در حال حاضر، ساخت و مدیریت برنامه ای که وظایفی همچون استدلال، یعنی پیش‌بینی اعمال شخصیت‌ها، را انجام دهد غیرممکن است. بیشترین کاری که می‌توان انجام داد عبارت است از شناسایی اعمال پایه و دنبال کردن شخصیتها.

### دستکاری رباتیک
نیاز به استدلال مبتنی بر قضاوت عقلانی و اهمیت آن در روبات‌های خود مختار که در محیط کنترل نشدهٔ زندگی واقعی کار می‌کنند امری آشکار است. به عنوان مثال، اگر رباتی که برای انجام وظایف یک پیشخدمت در یک مهمانی کوکتل برنامه‌نویسی شده‌است ببیند لیوانی که برداشته شکسته‌است، نباید در آن لیوان نوشیدنی بریزد، بلکه به جای لیوان شکسته، باید لیوان دیگری را بردارد. چنین کاری زمانی که فردی دارای قوه استدلال مبتنی بر قضاوت عقلانی است واضح به نظر می‌رسد، اما تضمین اینکه یک ربات از چنین اشتباهاتی اجتناب ورزد، امری چالش‌برانگیز است.

## موفقیتهایی در استدلال مبتنی بر قضاوتِ عقلانی خودکار
پیشرفت قابل توجهی در حوزه استدلال مبتنی بر قضاوت عقلانی خودکار در زمینه‌های استدلال مرتبط با طبقه‌بندی، استدلال مربوط به اقدامات و تغییر و نیز استدلال دربارهٔ زمان حاصل شده‌است. هر کدام از این حوزه‌ها دارای یک نظریهٔ پذیرفته شده برای طیف گسترده‌ای از استنتاج‌های مبتنی بر قضاوت عقلانی است.

## استدلال مرتبط با طبقه‌بندی
طبقه‌بندی عبارت است از مجموعه ای از اشیاء و دسته‌ها و روابط آنها. طبقه‌بندی‌ها اغلب به عنوان شبکه‌های معنایی مورد اشاره قرار می‌گیرند. شکل ۲ یک طبقه‌بندی برای چند دسته از اشیاء و حیوانات را نشان می‌دهد.

سه رابطه اساسی نشان داده شده‌اند:
- یک شئ یک نمونه از یک دسته است. به عنوان مثال، شئ توئیتی یک نمونه از دسته سینه سرخ است.
- یک دسته زیر مجموعه دسته دیگری است. مثلاً سینه سرخ زیرمجموعه پرنده است.
- دو دسته نسبت به هم ناسازگارند. به عنوان مثال سینه سرخ و پنگوئن نسبت به هم ناسازگارند.

تعدّی نوعی روش استنتاج در طبقه‌بندی است. از آنجا که توئیتی یک نمونه سینه سرخ و سینه سرخ هم زیرمجموعه پرنده است، نتیجه می‌گیریم که توئیتی یک نمونه پرنده است. ارث بری نوع دیگری از استنتاج است. چون توئیتی یک نمونه سینه سرخ است و سینه سرخ زیرمجموعه پرنده است و پرنده دارای ویژگی «توانایی پرواز» است، در نتیجه توئیتی و سینه سرخ هم دارای ویژگی «توانایی پرواز» هستند. زمانیکه یک شئ در دسته‌های با ماهیت مجازی طبقه‌بندی می‌شود، مشخص کردن و تعیین حدود دسته‌های خاص مشکلتر می‌شود. ساختارهای طبقه‌بندی ساده به وفور در برنامه‌های هوش مصنوعی مورد استفاده قرار می‌گیرند. مثلاً Wordnet منبعی شامل یک طبقه‌بندی است که عناصر آن عبارتند از معانی لغات انگلیسی. سیستم‌های وِب کاوی که برای جمع‌آوری دانش مبتنی بر قضاوت عقلانی از اسناد موجود در وِب مورد استفاده قرار می‌گیرند، بر روی روابط تاکسونومی و به‌طور خاص روابط طبقه‌بندی انجمنی متمرکزند.

### اقدام و تغییر
تئوری اقدام، رخدادها و تغییر، طیف دیگری از استدلال مبتنی بر قضاوت عقلانی است. روش‌های استدلال منطقی برای دامنه‌هایی که محدودیت‌های ذکر شده در زیر را برآورده می‌کنند وجود دارد:
- رخدادها اتمیک هستند، به این معنی که یک رخداد در یک زمان اتفاق می‌افتد و استدلال گر بایستی حالت و وضعیت جهان را در ابتدا و انتهای رخداد خاص، اما نه در حین حالتها، در نظر بگیرد، در حالی که هنوز شواهدی مبنی بر تغییرات در حال انجام (پیشرفت) وجود دارد.
- هر تغییری نتیجه یک رخداد است.
- رخدادها قطعی هستند، به این معنی که حالت جهان در پایان رخداد توسط حالت جهان در آغاز و مشخصات رخداد قابل تعریف است.
- یک بازیگر واحد وجود دارد و همه رخدادها اقدامات او هستند.
- حالت آغازین جهان یا شناخته شده‌است یا قابل محاسبه.

### استدلال زمانی
استدلال زمانی عبارت است از توانایی اتخاذ پیش فرض‌هایی در مورد دانش انسان از زمان‌ها، طول زمان‌ها و فواصل زمانی. به عنوان مثال، اگر فردی می‌داند که موتزارت پس از هادین متولد شده و قبل از او فوت کرده‌است، می‌تواند از دانش استدلال زمانی خود استفاده کند تا به این نتیجه برسد که موتزارت در زمان مرگ جوانتر از هادین بوده‌است. استنتاجات مذکور را می‌توان تا حد حل سیستم‌های نامعادلات خطی تقلیل داد. ادغام این نوع استدلال با اهداف خاص، مانند تفسیر زبان طبیعی، چالش برانگیزتر است، زیرا عبارات طبیعی زبان دارای تفسیر وابسته به زمینه هستند. وظایف ساده مانند انتساب برچسب زمانی به رویه‌ها نمی‌تواند با دقت کامل انجام شود.

### استدلال کیفی
استدلال کیفی شکلی از استدلال مبتنی بر قضاوت عقلانی است که با موفقیت قطعی تحلیل می‌شود. این نوع از استدلال به جهت تغییرات در کمیتهای به هم مرتبط می‌پردازد. به عنوان مثال، اگر قیمت یک سهام افزایش یابد، مقدار سهامی که قرار است به فروش برسد، کاهش خواهد یافت. اگر اکوسیستمی حاوی گرگ و بره باشد و تعداد گرگ‌ها کاهش یابد، میزان مرگ و میر بره‌ها نیز کاهش خواهد یافت. این تئوری در ابتدا توسط یوهان د کلیر، که یک جسم در حال حرکت بر روی ترن هوایی شهربازی را مورد بررسی قرار داد، تدوین شده‌است. نظریه استدلال کیفی در بسیاری از حوزه‌ها مانند فیزیک، زیست‌شناسی، مهندسی، محیط زیست و غیره کاربرد دارد. این نظریه پایه ای برای بسیاری از برنامه‌های عملی، نقشه‌برداری قیاسی و درک متن است.

## چالش‌های خودکار سازی استدلال مبتنی بر قضاوت عقلانی
از سال ۲۰۱۴، تعدادی سیستم تجاری در تلاشند تا استفاده از استدلال مبتنی بر قضاوت عقلانی را مهم و قابل توجه سازند. با این حال، آن‌ها از اطلاعات آماری به عنوان جانشینی برای دانش مبتنی بر قضاوت عقلانی استفاده می‌کنند، که در آن استدلال وجود ندارد. برنامه‌های فعلی کلمات منفرد را دستکاری می‌کنند، اما تلاش نمی‌کنند تا درک بیشتری بدست بیاورند. پنج مانع عمده بر سر راه ایجاد یک «استدلال گر مبتنی بر قضاوت عقلانی» رضایت بخش وجود دارد.
اول، برخی از حوزه‌هایی که در استدلال مبتنی بر قضاوت عقلانی دخیل اند، تنها تا حدی و نه به‌طور کامل درک شده‌اند. درک جامعی از حوزه‌هایی همچون ارتباطات و دانش، تعاملات بین فردی یا فرایندهای فیزیکی وجود ندارد.
دوم، شرایطی که به نظر می‌رسد به راحتی قابل پیش‌بینی هستند یا می‌توان فرضیاتی برایشان در نظر گرفت، ممکن است پیچیدگی منطقی ای داشته باشند که دانش مبتنی بر قضاوت عقلانی انسان آن را پوشش ندهد. برخی از جنبه‌های موقعیت‌های مشابه مورد مطالعه قرار گرفته و به خوبی درک شده‌اند، اما روابط زیادی وجود دارد که ناشناخته باقی مانده است، حتی به لحاظ اصول پایه و نحوه نمایش آن‌ها به فرمی که توسط کامپیوتر قابل استفاده باشد.
سوم، استدلال مبتنی بر قضاوت عقلانی استدلال محتمل را نیز در بر می‌گیرد. این استدلال نیازمند دستیابی به نتیجه ای معقول بر اساس دانسته‌های قبلی است. استدلال محتمل سالیان زیادی مورد مطالعه قرار گرفته‌است و نظریه‌های بسیاری در این حوزه ارائه شده‌اند که از جمله آن‌ها استدلال احتمالاتی و منطق غیر یکنواخت را می‌توان نام برد. این استدلال اَشکال مختلفی دارد که شامل استفاده از داده‌ها و قوانین غیرقابل اطمینانی هستند که نتایجشان گاهی اوقات قطعی نیست.
چهارم، دامنه‌های زیادی هستند که تعداد کمی نمونه با تکرار زیاد در آن‌ها یافت می‌شود، در حالی که شمار زیادی نمونه نادر و غیر مکرر در این دامنه‌ها وجود دارد.
پنجم، هنگام تهیه پیش فرض‌ها تشخیص و تعیین سطح انتزاع امری چالش‌برانگیز است.
در مقایسه با انسان‌ها، تمام برنامه‌های کامپیوتری موجود در آزمون‌های استاندارد «استدلال مبتنی بر قضاوت عقلانی» مدرنی همچون Winograd Schema Challenge خیلی ضعیف عمل کرده‌اند. به نظر می‌رسد مسئله دستیابی به صلاحیتی در حد یک انسان در وظایف مربوط به "دانش مبتنی بر قضاوت عقلانی" احتمالاً مسئله ای از نوع "هوش مصنوعی کامل " است (به این معنا که حل آن نیاز به توانایی تولید هوش هم سطح هوش انسانی دارد).

## رویکردها و تکنیک‌ها
دو نوع رویکرد در مطالعه استدلال مبتنی بر قضاوت عقلانی وجود دارد، یکی رویکردهای مبتنی بر دانش و دیگری رویکردهای مبتنی بر یادگیری ماشین با استفاده از یک مجموعه بزرگ اطلاعات، و تعامل محدودی بین این دو نوع رویکرد وجود دارد. همچنین یک سری رویکردهای جمع‌سپاری وجود دارد که در تلاشند تا از طریق پیوند دادن دانش جمعی و داده‌های ورودی توسط افراد غیر متخصص مبنای دانشی را به وجود بیاورند. رویکردهای مبتنی بر دانش را می‌توان بر اساس منطق ریاضی به چند دسته رویکرد تقسیم نمود.
در رویکردهای مبتنی بر دانش، کارشناسان ویژگی‌های استنتاجهایی که برای انجام استدلال در یک حوزه خاص یا یک کار مخصوص مورد نیاز است را تحلیل می‌کنند. رویکردهای مبتنی بر دانش شامل رویکردهای مبتنی بر ریاضیات، رویکردهای غیررسمی مبتنی بر دانش و رویکردهای بزرگ مقیاس می‌شود. رویکردهای مبتنی بر ریاضیات صرفاً نظری هستند و نتیجه آن‌ها یک مقاله چاپی به جای یک برنامه است. کار در این زمینه محدود به طیف دامنه‌ها و تکنیک‌های استدلال است. در رویکردهای غیررسمی مبتنی بر دانش، نظریه‌های استدلال بر مبنای داده‌های غیرمعمول و شهود است که از روانشناسی رفتاری تجربی منتج می‌شوند. رویکردهای غیررسمی در برنامه‌نویسی کامپیوتر رایج هستند. دو تکنیک محبوب دیگر برای استخراج دانش مبتنی بر قضاوت عقلانی شامل وب‌کاوی و جمع‌سپاری می‌شود.